# Eutyche (Bible)
Eutyché ou Eutyche est un jeune homme de Troas ressuscité par saint Paul. Le récit de sa résurrection est dans les Actes des Apôtres, au chapitre 20.

## Éléments bibliques
Alexandrie de Troade, appelée Troas dans le Nouveau Testament, est une cité de la province romaine d'Asie, en Anatolie, au bord de la mer Égée. 
Au cours de son troisième voyage, en allant d'Éphèse vers la Macédoine, l'apôtre Paul y passe pour la deuxième fois et s'y arrête pendant sept jours. 
C'est lors de ce séjour qu'il ressuscite Eutyché : lors de sa prédication, le jeune Eutyché s'endort, tombe du troisième étage et se tue. L'apôtre prend le jeune homme dans ses bras et prononce des paroles similaires à celles de Jésus ressuscitant la fille de Jaïre.
Ce récit de résurrection est dans les Actes des Apôtres, au chapitre 20, 7-12.